# Västerbottensfjällen
Västerbottensfjällen lokal benämning på fjällen i Västerbottens län i södra Lappland. Området ligger i Dorotea kommun, Vilhelmina kommun, Storumans kommun och Sorsele kommun.
Kända fjällorter i området är bl.a. Ammarnäs, Tärnaby, Hemavan, Kittelfjäll, Klimpfjäll, Saxnäs och Borgafjäll.